# コニン県

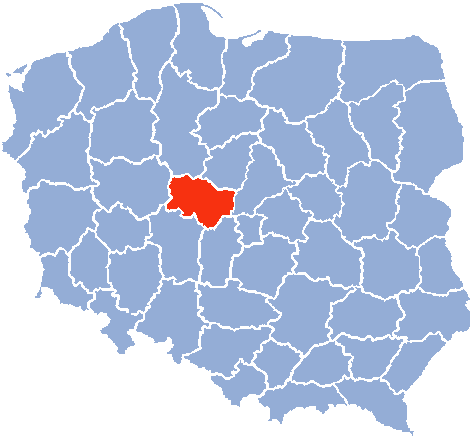
コニン県

コニン県（ポーランド語: województwo konińskie）は、1975年から1998年まで存在したポーランドの行政区分・地方行政単位である。1999年1月1日の地方行政区画の改正にともないヴィエルコポルスカ県になった。県都はコニン。

## 主要都市（人口は1995年時点）
- コニン（英語版）（82,700人）
- トゥレク（英語版）（30,700人）
- コウォ（23,900人）